# Флоријан Мунтеану
Флоријан Мунтеану (рум. Florian Munteanu; Вирцбург, 13. октобар 1990), познат у рингу као Big Nasty, је немачки и румунски глумац. Познат је по улози боксера Виктора Драга у филмовима Крид 2 (2018) и Крид 3 (2023), као и Жилетне Песнице у филму Шенг-Чи и легенда о десет прстенова (2021).

## Биографија
Син је румунских родитеља који су 1985. године избегли из Социјалистичке Републике Румуније у Немачку. Мајка му је адвокат, а отац дерматолог и бивши боксер. Одрастао је у Богену, док се касније преселио у Минхен због студија. Такмичио се у боксу у Немачкој под именом Big Nasty. У Србији је познат по томе што се појавио у улози модела у споту за песму "Анђео другог реда" од Цеце.

## Филмографија

### Филм
| Улоге Флоријана Мунтеануа |                                     |               |                 |             |
| Година                    | Српски назив                        | Изворни назив | Улога           | Напомена    |
| 2016.                     |                                     |               | Разван          | кратки филм |
| 2018.                     | Крид 2                              |               | Виктор Драго    |             |
| 2021.                     | Шенг-Чи и легенда о десет прстенова |               | Жилетна Песница |             |
| 2022.                     | Плаћеник                            |               | Кауфман         |             |
| 2023.                     | Крид 3                              |               | Виктор Драго    |             |
| 2024.                     |                                     |               | Криг            |             |

### Телевизија
| Улоге Флоријана Мунтеануа |                  |               |               |                |
| Година                    | Српски назив     | Изворни назив | Улога         | Напомена       |
| 2021.                     |                  |               | себе          | 1 епизода      |
| 2023.                     | Викинзи: Валхала |               | Ђорђе Манијак | постптодукција |